# Liste des affluents de l'estuaire du Saint-Laurent
Cette liste répertorie les principaux cours d'eau du bassin versant de l'estuaire du Saint-Laurent classés de la rive droite vers la rive gauche à partir de son embouchure sur le golfe du Saint-Laurent.

## Liste
| Nom                             | Localisation embouchure                  | Rive   | Coordonnées embouchure       | Longueur | Source                                     | Localisation source                      | Coordonnées source           | Région                                          | Subdivision |
| ------------------------------- | ---------------------------------------- | ------ | ---------------------------- | -------- | ------------------------------------------ | ---------------------------------------- | ---------------------------- | ----------------------------------------------- | ----------- |
| Rivière de l'Anse au Griffon    | Gaspé                                    | Sud    | 48° 56′ 10″ N, 64° 18′ 28″ O | 8,9      | Ruisseau                                   | Gaspé                                    | 48° 51′ 57″ N, 64° 21′ 03″ O | Gaspésie-Îles-de-la-Madeleine                   | Maritime    |
| Petite rivière au Renard        | Gaspé                                    | Sud    | 49° 00′ 50″ N, 64° 25′ 02″ O | 8,6      | Troisième Lac                              | Gaspé                                    | 49° 01′ 58″ N, 64° 30′ 02″ O | Gaspésie-Îles-de-la-Madeleine                   | Maritime    |
| Rivière au Renard               | Rivière-au-Renard                        | Sud    | 48° 59′ 49″ N, 64° 23′ 36″ O | 19,3     | Ruisseau                                   | Gaspé                                    | 48° 56′ 58″ N, 64° 32′ 34″ O | Gaspésie-Îles-de-la-Madeleine                   | Maritime    |
| Rivière du Petit-Cloridorme     | La Côte-de-Gaspé                         | Sud    | 49° 10′ 40″ N, 64° 50′ 11″ O | 9,4      | Ruisseau                                   | Cloridorme                               | 49° 08′ 30″ N, 64° 52′ 24″ O | Gaspésie-Îles-de-la-Madeleine                   | Maritime    |
| Rivière du Grand-Cloridorme     | Cloridorme                               | Sud    | 49° 11′ 02″ N, 64° 51′ 06″ O | 10,3     | Grand lac Alphée                           | Cloridorme                               | 49° 10′ 29″ N, 64° 57′ 20″ O | Gaspésie-Îles-de-la-Madeleine                   | Maritime    |
| Rivière de la Petite Vallée     | Petite-Vallée                            | Sud    | 49° 13′ 13″ N, 65° 02′ 11″ O | 11,2     | Ruisseau                                   | Grande-Vallée                            | 49° 10′ 00″ N, 65° 05′ 21″ O | Gaspésie-Îles-de-la-Madeleine                   | Maritime    |
| Rivière de la Grande Vallée     | Collines-du-Basque                       | Sud    | 49° 13′ 31″ N, 65° 07′ 39″ O | 34,1     | Ruisseau                                   | Grande-Vallée                            | 49° 03′ 43″ N, 65° 08′ 49″ O | Gaspésie-Îles-de-la-Madeleine                   | Maritime    |
| Rivière Madeleine               | Sainte-Madeleine-de-la-Rivière-Madeleine | Sud    | 49° 14′ 49″ N, 65° 19′ 34″ O | 148,5    | Ruisseau                                   | Parc national de la Gaspésie             | 48° 58′ 23″ N, 65° 58′ 15″ O | Gaspésie-Îles-de-la-Madeleine                   | Maritime    |
| Petite rivière Madeleine        | Sainte-Madeleine-de-la-Rivière-Madeleine | Sud    | 49° 14′ 58″ N, 65° 21′ 24″ O | 9,3      | Lac Long                                   | Sainte-Madeleine-de-la-Rivière-Madeleine | 49° 12′ 53″ N, 65° 24′ 16″ O | Gaspésie-Îles-de-la-Madeleine                   | Maritime    |
| Rivière de Manche d'Épée        | Sainte-Madeleine-de-la-Rivière-Madeleine | Sud    | 49° 15′ 05″ N, 65° 26′ 13″ O | 10,2     | Deuxième lac de Manche-d'Épée              | Sainte-Madeleine-de-la-Rivière-Madeleine | 49° 11′ 11″ N, 65° 26′ 32″ O | Gaspésie-Îles-de-la-Madeleine                   | Maritime    |
| Rivière du Gros-Morne           | Saint-Maxime-du-Mont-Louis               | Sud    | 49° 15′ 11″ N, 65° 32′ 50″ O | 5,9      | Ruisseau                                   | Saint-Maxime-du-Mont-Louis               | 49° 11′ 35″ N, 65° 31′ 33″ O | Gaspésie-Îles-de-la-Madeleine                   | Maritime    |
| Rivière de l'Anse Pleureuse     | Saint-Maxime-du-Mont-Louis               | Sud    | 49° 14′ 31″ N, 65° 39′ 09″ O | 22,9     | Lac de l'Est                               | Saint-Maxime-du-Mont-Louis               | 49° 10′ 45″ N, 65° 31′ 24″ O | Gaspésie-Îles-de-la-Madeleine                   | Maritime    |
| Rivière de Mont-Louis           | Mont-Saint-Pierre                        | Sud    | 49° 13′ 26″ N, 65° 47′ 49″ O | 50       | Lac à Pierre                               | Mont-Albert                              | 49° 02′ 46″ N, 65° 53′ 09″ O | Gaspésie-Îles-de-la-Madeleine                   | Maritime    |
| Rivière de Mont-Saint-Pierre    | Mont-Saint-Pierre                        | Sud    | 49° 13′ 26″ N, 65° 47′ 49″ O | 32       | Lac de montagne                            | Mont-Albert                              | 49° 13′ 50″ N, 65° 44′ 15″ O | Gaspésie-Îles-de-la-Madeleine                   | Maritime    |
| Rivière à Claude                | Rivière-à-Claude                         | Sud    | 49° 13′ 09″ N, 65° 53′ 36″ O | 17,8     | Lac à Claude                               | Marsoui                                  | 49° 05′ 40″ N, 65° 57′ 27″ O | Gaspésie-Îles-de-la-Madeleine                   | Maritime    |
| Rivière Marsoui                 | Marsoui                                  | Sud    | 49° 13′ 01″ N, 66° 04′ 04″ O | 29,1     | Lac                                        | La Martre                                | 49° 04′ 04″ N, 66° 07′ 27″ O | Gaspésie-Îles-de-la-Madeleine                   | Maritime    |
| Rivière à la Martre             | La Martre                                | Sud    | 49° 12′ 18″ N, 66° 10′ 01″ O | 17,5     | Lac Alpin                                  | La Martre                                | 49° 05′ 27″ N, 66° 07′ 28″ O | Gaspésie-Îles-de-la-Madeleine                   | Maritime    |
| Petite rivière Sainte-Anne      | Sainte-Anne-des-Monts                    | Sud    | 49° 07′ 49″ N, 66° 28′ 38″ O | 17,5     | Lac Saint-Ignace                           | Mont-Albert                              | 49° 01′ 41″ N, 66° 22′ 25″ O | Gaspésie-Îles-de-la-Madeleine                   | Maritime    |
| Rivière Sainte-Anne             | Sainte-Anne-des-Monts                    | Sud    | 49° 07′ 33″ N, 66° 30′ 19″ O | 74       | Lac Sainte-Anne                            | Mont-Albert                              | 48° 48′ 08″ N, 66° 03′ 23″ O | Gaspésie-Îles-de-la-Madeleine                   | Maritime    |
| Rivière Cap-Chat                | Cap-Chat                                 | Sud    | 49° 05′ 56″ N, 66° 40′ 55″ O | 63       | lac Joffre                                 | Rivière-Bonjour                          | 48° 46′ 51″ N, 66° 38′ 34″ O | Gaspésie–Îles-de-la-Madeleine                   | Maritime    |
| Rivière des Grands Capucins     | Cap-Chat                                 | Sud    | 49° 02′ 34″ N, 66° 51′ 34″ O | 20,1     | Lac Xavier                                 | Les Méchins                              | 48° 56′ 19″ N, 66° 49′ 45″ O | Gaspésie-Îles-de-la-Madeleine Bas-Saint-Laurent | Maritime    |
| Rivière des Grands Méchins      | Les Méchins                              | Sud    | 49° 00′ 11″ N, 66° 58′ 12″ O | 22,8     | Lacs des Petits Chic-Chocs                 | Les Méchins                              | 48° 53′ 38″ N, 66° 59′ 21″ O | Bas-Saint-Laurent                               | Maritime    |
| Rivière Matane                  | Matane                                   | Sud    | 48° 49′ 46″ N, 67° 32′ 28″ O | 105,3    | Ruisseaux                                  | Rivière-Bonjour                          | 48° 47′ 08″ N, 66° 52′ 57″ O | Bas-Saint-Laurent Gaspésie–Îles-de-la-Madeleine | Maritime    |
| Petite rivière Blanche          | Saint-Ulric                              | Sud    | 48° 48′ 03″ N, 67° 39′ 51″ O | 13,6     | Lac Gendron                                | Saint-Ulric                              | 48° 44′ 02″ N, 67° 38′ 39″ O | Bas-Saint-Laurent                               | Maritime    |
| Rivière Blanche                 | Saint-Ulric                              | Sud    | 48° 47′ 20″ N, 67° 41′ 51″ O | 37,9     | Lac Malcolm                                | Saint-Damase                             | 48° 35′ 40″ N, 67° 45′ 20″ O | Gaspésie-Îles-de-la-Madeleine                   | Maritime    |
| Rivière Tartigou                | Baie-des-Sables                          | Sud    | 48° 45′ 19″ N, 67° 47′ 41″ O | 54,2     | Lac à Bon-Dieu                             | Saint-Moïse                              | 48° 30′ 12″ N, 67° 53′ 46″ O | Bas-Saint-Laurent                               | Maritime    |
| Rivière Mitis                   | Sainte-Flavie                            | Sud    | 48° 37′ 51″ N, 68° 08′ 06″ O | 72       | Lac Mitis                                  | Lac-à-la-Croix                           | 48° 17′ 28″ N, 67° 45′ 17″ O | Bas-Saint-Laurent                               | Maritime    |
| Rivière Sainte-Anne             | Rimouski                                 | Sud    | 48° 30′ 49″ N, 68° 27′ 54″ O | 4        | Rimouski                                   | Rimouski-Neigette                        | 48° 31′ 15″ N, 68° 25′ 35″ O | Bas-Saint-Laurent                               | Maritime    |
| Rivière Rimouski                | Rimouski                                 | Sud    | 48° 24′ 40″ N, 68° 33′ 12″ O | 119,2    | Lac Miller                                 | Paroisse de Saint-Quentin                | 47° 53′ 28″ N, 68° 19′ 55″ O | Bas-Saint-Laurent Comté de Restigouche          | Maritime    |
| Rivière Hâtée                   | Rimouski                                 | Sud    | 48° 23′ 39″ N, 68° 40′ 46″ O | 12       | Ruisseaux                                  | Saint-Valérien                           | 48° 21′ 22″ N, 68° 38′ 29″ O | Bas-Saint-Laurent                               | Maritime    |
| Rivière du Bic                  | Rimouski                                 | Sud    | 48° 22′ 30″ N, 68° 42′ 26″ O | 31,4     | Petit lac Moreau                           | Lac-Boisbouscache                        | 48° 09′ 50″ N, 68° 53′ 26″ O | Bas-Saint-Laurent                               | Maritime    |
| Rivière du Sud-Ouest            | Rimouski                                 | Sud    | 48° 21′ 25″ N, 68° 45′ 23″ O | 23       | Lac Saint-Mathieu                          | Saint-Mathieu-de-Rioux                   | 48° 10′ 19″ N, 68° 59′ 40″ O | Bas-Saint-Laurent                               | Maritime    |
| Rivière Porc-Pic                | Saint-Simon                              | Sud    | 48° 15′ 58″ N, 68° 58′ 59″ O | 14,5     | Ruisseaux                                  | Saint-Fabien                             | 48° 19′ 05″ N, 68° 50′ 16″ O | Bas-Saint-Laurent                               | Maritime    |
| Rivière Centrale                | Notre-Dame-des-Neiges                    | Sud    | 48° 09′ 47″ N, 69° 07′ 51″ O | 15,7     | Ruisseaux                                  | Saint-Simon                              | 48° 14′ 43″ N, 68° 58′ 36″ O | Bas-Saint-Laurent                               | Maritime    |
| Rivière Harton                  | Trois-Pistoles                           | Sud    | 48° 08′ 11″ N, 69° 09′ 56″ O | 10,7     | Ruisseaux                                  | Saint-Mathieu-de-Rioux                   | 48° 09′ 13″ N, 69° 03′ 33″ O | Bas-Saint-Laurent                               | Maritime    |
| Rivière Renouf                  | Trois-Pistoles                           | Sud    | 48° 07′ 43″ N, 69° 11′ 05″ O | 5,9      | Ruisseaux                                  | Notre-Dame-des-Neiges                    | 48° 05′ 50″ N, 69° 09′ 05″ O | Bas-Saint-Laurent                               | Maritime    |
| Rivière des Trois Pistoles      | Notre-Dame-des-Neiges                    | Sud    | 48° 05′ 46″ N, 69° 12′ 55″ O | 43,2     | Lac des Trois Pistoles                     | Sainte-Rita                              | 47° 55′ 04″ N, 68° 56′ 57″ O | Bas-Saint-Laurent                               | Maritime    |
| Rivière de la Pointe à la Loupe | L'Isle-Verte                             | Sud    | 48° 04′ 28″ N, 69° 16′ 10″ O | 9,9      | Ruisseaux                                  | Saint-Éloi                               | 48° 03′ 53″ N, 69° 11′ 58″ O | Bas-Saint-Laurent                               | Maritime    |
| Rivière du Petit Sault          | L'Isle-Verte                             | Sud    | 48° 03′ 29″ N, 69° 17′ 26″ O | 12,2     | Ruisseaux                                  | Saint-Éloi                               | 48° 03′ 11″ N, 69° 11′ 28″ O | Bas-Saint-Laurent                               | Maritime    |
| Rivière à Girard                | L'Isle-Verte                             | Sud    | 48° 01′ 41″ N, 69° 19′ 59″ O | 16,8     | Ruisseaux                                  | Saint-Éloi                               | 48° 02′ 57″ N, 69° 10′ 46″ O | Bas-Saint-Laurent                               | Maritime    |
| Rivière Verte                   | L'Isle-Verte                             | Sud    | 48° 00′ 51″ N, 69° 21′ 02″ O | 74,1     | Ruisseaux                                  | Saint-Arsène                             | 47° 36′ 11″ N, 69° 22′ 18″ O | Bas-Saint-Laurent                               | Maritime    |
| Rivière des Vases               | L'Isle-Verte                             | Sud    | 48° 00′ 15″ N, 69° 24′ 27″ O | 11,3     | Ruisseaux                                  | Saint-Arsène                             | 47° 56′ 12″ N, 69° 24′ 50″ O | Bas-Saint-Laurent                               | Moyen       |
| Rivière du Loup                 | Rivière-du-Loup                          | Sud    | 47° 51′ 07″ N, 69° 33′ 16″ O | 101,3    | Lac Saint-Pierre                           | Picard                                   | 47° 18′ 49″ N, 69° 35′ 02″ O | Bas-Saint-Laurent                               | Moyen       |
| Rivière des Caps                | Saint-André-de-Kamouraska                | Sud    | 47° 43′ 21″ N, 69° 40′ 35″ O | 8,2      | Ruisseaux                                  | Notre-Dame-du-Portage                    | 47° 44′ 11″ N, 69° 36′ 24″ O | Bas-Saint-Laurent                               | Moyen       |
| Rivière Fouquette               | Saint-André-de-Kamouraska                | Sud    | 47° 42′ 04″ N, 69° 42′ 09″ O | 21,6     | Ruisseaux                                  | Sainte-Hélène-de-Kamouraska              | 47° 35′ 09″ N, 69° 42′ 57″ O | Bas-Saint-Laurent                               | Moyen       |
| Rivière Kamouraska              | Kamouraska                               | Sud    | 47° 34′ 46″ N, 69° 51′ 23″ O | 42,4     | Ruisseaux                                  | Saint-Gabriel-Lalemant                   | 47° 22′ 21″ N, 69° 53′ 13″ O | Bas-Saint-Laurent                               | Moyen       |
| Rivière Ouelle                  | Rivière-Ouelle                           | Sud    | 47° 25′ 31″ N, 70° 02′ 48″ O | 74,3     | Lac Therrien                               | Tourville                                | 47° 01′ 55″ N, 70° 06′ 41″ O | Chaudière-Appalaches                            | Moyen       |
| Rivière Saint-Jean              | La Pocatière                             | Sud    | 47° 23′ 44″ N, 70° 02′ 38″ O | 24,6     | Lac LItalien                               | Sainte-Louise                            | 47° 16′ 53″ N, 70° 00′ 53″ O | Chaudière-Appalaches                            | Moyen       |
| Rivière Ferrée                  | Saint-Roch-des-Aulnaies                  | Sud    | 47° 19′ 00″ N, 70° 08′ 42″ O | 10,3     | Ruisseaux                                  | Sainte-Louise                            | 47° 14′ 37″ N, 70° 10′ 16″ O | Chaudière-Appalaches                            | Moyen       |
| Rivière Port Joli               | Saint-Jean-Port-Joli                     | Sud    | 47° 10′ 34″ N, 70° 18′ 19″ O | 18,6     | Ruisseaux                                  | Saint-Damase-de-L'Islet                  | 47° 13′ 31″ N, 70° 06′ 31″ O | Chaudière-Appalaches                            | Moyen       |
| Rivière Trois Saumons           | L'Islet                                  | Sud    | 47° 09′ 42″ N, 70° 19′ 01″ O | 17       | Ruisseaux                                  | Saint-Aubert                             | 47° 08′ 27″ N, 70° 09′ 23″ O | Chaudière-Appalaches                            | Moyen       |
| Rivière Tortue                  | L'Islet                                  | Sud    | 47° 08′ 56″ N, 70° 20′ 23″ O | 12,1     | Ruisseaux                                  | Saint-Aubert                             | 47° 07′ 05″ N, 70° 18′ 45″ O | Chaudière-Appalaches                            | Moyen       |
| Rivière Vincelotte              | Cap-Saint-Ignace                         | Sud    | 47° 03′ 38″ N, 70° 27′ 21″ O | 10,6     | Ruisseaux                                  | Saint-Eugène                             | 47° 04′ 35″ N, 70° 24′ 00″ O | Chaudière-Appalaches                            | Moyen       |
| Rivière du Sud                  | Montmagny                                | Sud    | 46° 59′ 10″ N, 70° 33′ 03″ O | 86,5     | Ruisseaux                                  | Notre-Dame-du-Rosaire                    | 46° 51′ 03″ N, 70° 20′ 06″ O | Chaudière-Appalaches                            | Moyen       |
| Rivière à Lacaille              | Montmagny                                | Sud    | 46° 59′ 21″ N, 70° 35′ 15″ O | 12,8     | Ruisseaux                                  | Saint-Pierre-de-la-Rivière-du-Sud        | 46° 55′ 41″ N, 70° 40′ 21″ O | Chaudière-Appalaches                            | Moyen       |
| Rivière des Mères               | Saint-Vallier                            | Sud    | 46° 54′ 21″ N, 70° 47′ 15″ O | 12,4     | Ruisseaux                                  | Saint-Michel-de-Bellechasse              | 46° 49′ 36″ N, 70° 52′ 40″ O | Chaudière-Appalaches                            | Fluvial     |
| Rivière Boyer                   | Saint-Michel-de-Bellechasse              | Sud    | 46° 49′ 35″ N, 70° 53′ 45″ O | 34       | rivière Boyer Nord                         | Saint-Michel-de-Bellechasse              | 46° 43′ 40″ N, 70° 57′ 53″ O | Chaudière-Appalaches                            | Fluvial     |
| Rivière à la Scie               | Lévis                                    | Sud    | 46° 46′ 03″ N, 71° 13′ 05″ O | 15,2     | Ruisseaux                                  | Lévis                                    | 46° 45′ 22″ N, 71° 04′ 29″ O | Chaudière-Appalaches                            | Fluvial     |
| Rivière Etchemin                | Lévis                                    | Sud    | 46° 45′ 48″ N, 71° 13′ 51″ O | 123      | Ruisseaux                                  | Saint-Philémon                           | 46° 33′ 14″ N, 70° 22′ 06″ O | Chaudière-Appalaches                            | Fluvial     |
| Rivière Chaudière               | Lévis                                    | Sud    | 46° 44′ 34″ N, 71° 16′ 43″ O | 185      | Lac Mégantic                               | Frontenac                                | 45° 34′ 23″ N, 70° 52′ 53″ O | Chaudière-Appalaches                            | Fluvial     |
| Rivière Aulneuse                | Saint-Nicolas (Lévis)                    | Sud    | 46° 42′ 32″ N, 71° 22′ 56″ O | 26,2     | Ruisseaux                                  | Saint-Apollinaire                        | 46° 35′ 18″ N, 71° 28′ 36″ O | Chaudière-Appalaches                            | Fluvial     |
| Rivière du Chêne                | Leclercville                             | Sud    | 46° 34′ 29″ N, 71° 59′ 55″ O | 80,6     | Ruisseaux                                  | Sainte-Agathe-de-Lotbinière              | 46° 23′ 43″ N, 71° 23′ 08″ O | Centre-du-Québec                                | Fluvial     |
| Petite rivière du Chêne         | Deschaillons-sur-Saint-Laurent           | Sud    | 46° 33′ 26″ N, 72° 02′ 18″ O | 65,6     | Ruisseaux                                  | Notre-Dame-de-Lourdes                    | 46° 21′ 45″ N, 71° 49′ 09″ O | Centre-du-Québec                                | Fluvial     |
| Rivière aux Orignaux            | Bécancour                                | Sud    | 46° 26′ 18″ N, 72° 13′ 58″ O | 31,2     | Ruisseaux                                  | Sainte-Sophie-de-Lévrard                 | 46° 23′ 15″ N, 72° 07′ 17″ O | Centre-du-Québec                                | Fluvial     |
| Rivière aux Glaises             | Bécancour                                | Sud    | 46° 26′ 10″ N, 72° 13′ 58″ O | 9,5      | Ruisseaux                                  | Bécancour                                | 46° 23′ 22″ N, 72° 10′ 34″ O | Centre-du-Québec                                | Fluvial     |
| Rivière du Moulin               | Bécancour                                | Sud    | 46° 25′ 06″ N, 72° 15′ 12″ O | 9,6      | Ruisseaux                                  | Bécancour                                | 46° 22′ 23″ N, 72° 13′ 18″ O | Centre-du-Québec                                | Fluvial     |
| Rivière de la Ferme             | Bécancour                                | Sud    | 46° 24′ 17″ N, 72° 18′ 20″ O | 6,8      | Ruisseaux                                  | Bécancour                                | 46° 21′ 24″ N, 72° 16′ 26″ O | Centre-du-Québec                                | Fluvial     |
| Rivière Gentilly                | Bécancour                                | Sud    | 46° 23′ 55″ N, 72° 20′ 38″ O | 47,1     | Tourbière                                  | Lemieux                                  | 46° 18′ 59″ N, 71° 58′ 51″ O | Centre-du-Québec                                | Fluvial     |
| Rivière Bécancour               | Bécancour                                | Sud    | 46° 22′ 20″ N, 72° 26′ 47″ O | 196      | Lac Bécancour                              | Thetford Mines                           | 46° 04′ 29″ N, 71° 14′ 32″ O | Centre-du-Québec                                | Fluvial     |
| Rivière Godefroy                | Bécancour                                | Sud    | 46° 18′ 44″ N, 72° 32′ 20″ O | 3,5      | Lac Saint-Paul                             | Bécancour                                | 46° 18′ 07″ N, 72° 29′ 01″ O | Centre-du-Québec                                | Fluvial     |
| Rivière Marguerite              | Bécancour                                | Sud    | 46° 18′ 44″ N, 72° 32′ 20″ O | 14,5     | Ruisseaux                                  | Bécancour                                | 46° 19′ 06″ N, 72° 33′ 42″ O | Centre-du-Québec                                | Fluvial     |
| Fleuve Saint-Laurent            | Nicolet                                  | Source | 46° 16′ 33″ N, 72° 37′ 31″ O | 1 197    | Lac Ontario                                | Kingston                                 | 46° 19′ 06″ N, 72° 33′ 42″ O | Ontario                                         |             |
| Rivière Millette                | Trois-Rivières                           | Nord   | 46° 19′ 06″ N, 72° 33′ 42″ O | 9,5      | Ruisseaux                                  | Trois-Rivières                           | 46° 19′ 06″ N, 72° 33′ 42″ O | Mauricie                                        | Fluvial     |
| Rivière Saint-Maurice           | Trois-Rivières                           | Nord   | 46° 21′ 25″ N, 72° 32′ 03″ O | 563      | réservoir Gouin                            | La Tuque                                 | 48° 21′ 15″ N, 74° 05′ 57″ O | Mauricie                                        | Fluvial     |
| Rivière Champlain               | Champlain                                | Nord   | 46° 26′ 49″ N, 72° 16′ 52″ O | 66,7     | Ruisseaux                                  | Saint-Maurice                            | 46° 26′ 49″ N, 72° 16′ 52″ O | Mauricie                                        | Fluvial     |
| Rivière Batiscan                | Capitale-Nationale                       | Nord   | 46° 32′ 32″ N, 72° 21′ 56″ O | 196      | Lac Édouard                                | Lac-Édouard                              | 47° 36′ 44″ N, 72° 21′ 43″ O | Capitale-Nationale                              | Fluvial     |
| Rivière Sainte-Anne             | Sainte-Anne-de-la-Pérade                 | Nord   | 46° 33′ 13″ N, 72° 12′ 22″ O | 123      | Lac Sainte-Anne                            | Lac-Croche                               | 47° 17′ 06″ N, 71° 39′ 36″ O | Capitale-Nationale                              | Fluvial     |
| Rivière La Chevrotière          | Deschambault-Grondines                   | Nord   | 46° 37′ 28″ N, 71° 59′ 08″ O | 42       | Ruisseaux                                  | Portneuf                                 | 46° 45′ 32″ N, 71° 58′ 28″ O | Capitale-Nationale                              | Fluvial     |
| Rivière Portneuf                | Portneuf                                 | Nord   | 46° 41′ 24″ N, 71° 52′ 52″ O | 42       | Lac Sept-Îles                              | Saint-Ubalde                             | 46° 48′ 45″ N, 72° 10′ 44″ O | Capitale-Nationale                              | Fluvial     |
| Rivière Jacques-Cartier         | Donnacona                                | Nord   | 46° 40′ 17″ N, 71° 44′ 50″ O | 161      | Lac Nadreau                                | Lac-Jacques-Cartier                      | 47° 35′ 09″ N, 71° 04′ 45″ O | Capitale-Nationale                              | Fluvial     |
| Rivière des Roches              | Saint-Augustin-de-Desmaures              | Nord   | 46° 43′ 15″ N, 71° 29′ 55″ O | 8        | Ruisseau                                   | Saint-Augustin-de-Desmaures              | 46° 44′ 58″ N, 71° 32′ 47″ O | Capitale-Nationale                              | Fluvial     |
| Rivière Charland                | Saint-Augustin-de-Desmaures              | Nord   | 46° 43′ 38″ N, 71° 27′ 30″ O | 4        | Ruisseau                                   | Saint-Augustin-de-Desmaures              | 46° 44′ 33″ N, 71° 29′ 03″ O | Capitale-Nationale                              | Fluvial     |
| Rivière Cap-Rouge               | Cap-Rouge                                | Nord   | 46° 44′ 55″ N, 71° 20′ 35″ O | 23,5     | Ruisseaux                                  | Québec                                   | 46° 46′ 27″ N, 71° 32′ 16″ O | Capitale-Nationale                              | Fluvial     |
| Rivière Saint-Charles           | Québec                                   | Nord   | 46° 49′ 17″ N, 71° 12′ 57″ O | 33       | Lac Saint-Charles                          | Québec                                   | 46° 56′ 28″ N, 71° 23′ 14″ O | Capitale-Nationale                              | Fluvial     |
| Rivière Beauport                | Beauport                                 | Nord   | 46° 51′ 08″ N, 71° 12′ 02″ O | 12       | Lac Caché                                  | Québec                                   | 46° 55′ 16″ N, 71° 12′ 53″ O | Capitale-Nationale                              | Fluvial     |
| Rivière Montmorency             | Boischatel                               | Nord   | 46° 53′ 06″ N, 71° 08′ 36″ O | 104      | Lac Montmorency                            | Lac-Jacques-Cartier                      | 47° 34′ 30″ N, 71° 06′ 20″ O | Capitale-Nationale                              | Fluvial     |
| Rivière Maheu                   | Saint-Jean-de-l'Île-d'Orléans            | Nord   | 46° 53′ 44″ N, 70° 57′ 22″ O | 11       | Lac                                        | Saint-Pierre-de-l'Île-d'Orléans          | 46° 52′ 51″ N, 71° 04′ 02″ O | Capitale-Nationale                              | Fluvial     |
| Rivière Lafleur                 | Saint-Jean-de-l'Île-d'Orléans            | Nord   | 46° 54′ 14″ N, 70° 55′ 51″ O | 5        | Ruisseaux                                  | Saint-Jean-de-l'Île-d'Orléans            | 46° 56′ 29″ N, 70° 55′ 27″ O | Capitale-Nationale                              | Fluvial     |
| Rivière du Petit Pré            | L'Ange-Gardien                           | Nord   | 46° 55′ 45″ N, 71° 03′ 29″ O | 10       | Lac la Retenue                             | L'Ange-Gardien                           | 46° 58′ 09″ N, 71° 07′ 46″ O | Capitale-Nationale                              | Fluvial     |
| Rivière Cazeau                  | Château-Richer                           | Nord   | 46° 56′ 50″ N, 71° 02′ 38″ O | 8        | Ruisseaux                                  | Château-Richer                           | 47° 01′ 49″ N, 71° 04′ 27″ O | Capitale-Nationale                              | Fluvial     |
| Rivière Le Moyne                | Château-Richer                           | Nord   | 46° 57′ 09″ N, 71° 02′ 20″ O | 7,6      | Ruisseaux                                  | Château-Richer                           | 47° 00′ 02″ N, 71° 02′ 39″ O | Capitale-Nationale                              | Fluvial     |
| Rivière du Sault à la Puce      | Château-Richer                           | Nord   | 46° 58′ 42″ N, 71° 00′ 28″ O | 20       | Lac du Sault à la Puce                     | Château-Richer                           | 47° 05′ 41″ N, 71° 10′ 29″ O | Capitale-Nationale                              | Fluvial     |
| Rivière aux Chiens              | Sainte-Anne-de-Beaupré                   | Nord   | 47° 00′ 26″ N, 70° 57′ 37″ O | 15       | Ruisseaux                                  | Saint-Ferréol-les-Neiges                 | 47° 06′ 36″ N, 70° 57′ 32″ O | Capitale-Nationale                              | Fluvial     |
| Rivière Sainte-Anne             | Beaupré                                  | Nord   | 47° 02′ 24″ N, 70° 53′ 00″ O | 97       | Lac Sainte-Anne du Nord                    | Lac-Pikauba                              | 47° 41′ 08″ N, 70° 44′ 11″ O | Capitale-Nationale                              | Fluvial     |
| Rivière du Gouffre              | Baie-Saint-Paul                          | Nord   | 47° 25′ 53″ N, 70° 29′ 19″ O | 76,1     | Lac du Cœur                                | Lac-Pikauba                              | 47° 50′ 55″ N, 70° 34′ 04″ O | Capitale-Nationale                              | Moyen       |
| Rivière Malbaie                 | La Malbaie                               | Nord   | 47° 39′ 18″ N, 70° 08′ 48″ O | 161      | Petit lac Tristan                          | Lac-Jacques-Cartier                      | 47° 27′ 15″ N, 71° 05′ 45″ O | Capitale-Nationale                              | Moyen       |
| Rivière Mailloux                | La Malbaie                               | Nord   | 47° 38′ 48″ N, 70° 09′ 04″ O | 9,5      | Lac                                        | La Malbaie                               | 47° 39′ 10″ N, 70° 15′ 13″ O | Capitale-Nationale                              | Moyen       |
| Rivière du Port au Saumon       | La Malbaie                               | Nord   | 47° 45′ 19″ N, 69° 57′ 13″ O | 20,6     | Lac du Port au Saumon                      | La Malbaie                               | 47° 50′ 32″ N, 70° 00′ 38″ O | Capitale-Nationale                              | Moyen       |
| Rivière Noire                   | Saint-Siméon                             | Nord   | 47° 50′ 51″ N, 69° 52′ 31″ O | 30       | Lac de la Rivière Noire                    | Mont-Élie                                | 47° 55′ 32″ N, 70° 07′ 10″ O | Capitale-Nationale                              | Moyen       |
| Rivière de la Baie des Rochers  | Saint-Siméon                             | Nord   | 47° 57′ 12″ N, 69° 48′ 44″ O | 9,9      | Lac de la Baie des Rochers                 | Saint-Siméon                             | 47° 56′ 55″ N, 69° 54′ 33″ O | Capitale-Nationale                              | Moyen       |
| Rivière du Port aux Quilles     | Saint-Siméon                             | Nord   | 47° 56′ 36″ N, 69° 57′ 16″ O | 15,5     | Lac du Port aux Quilles                    | Saint-Siméon                             | 47° 56′ 19″ N, 69° 56′ 56″ O | Capitale-Nationale                              | Moyen       |
| Rivière aux Canards             | Baie-Sainte-Catherine                    | Nord   | 48° 04′ 42″ N, 69° 44′ 54″ O | 29       | Lac aux Canards                            | Saint-Siméon\| Saint-Siméon              | 47° 59′ 51″ N, 69° 57′ 39″ O | Capitale-Nationale                              | Moyen       |
| Rivière Saguenay                | Tadoussac                                | Nord   | 48° 07′ 45″ N, 69° 42′ 13″ O | 160      | La Grande Décharge la Petite Décharge      | Alma                                     | 48° 32′ 27″ N, 71° 36′ 54″ O | Saguenay–Lac-Saint-Jean                         | Moyen       |
| Rivière du Moulin à Baude       | Tadoussac                                | Nord   | 48° 09′ 25″ N, 69° 39′ 35″ O | 20,5     | Lac à Jacques                              | La Haute-Côte-Nord                       | 48° 14′ 55″ N, 69° 42′ 13″ O | Côte-Nord                                       | Moyen       |
| Rivière des Petites Bergeronnes | Les Bergeronnes                          | Nord   | 48° 13′ 14″ N, 69° 34′ 53″ O | 12,2     | Lac des Baies                              | Lac-au-Brochet                           | 48° 19′ 53″ N, 69° 46′ 29″ O | Côte-Nord                                       | Moyen       |
| Rivière des Grandes Bergeronnes | Les Bergeronnes                          | Nord   | 48° 13′ 55″ N, 69° 33′ 28″ O | 1,6      | Rivière du Bas de Soie et Rivière Beaulieu | Les Bergeronnes                          | 48° 14′ 52″ N, 69° 32′ 55″ O | Côte-Nord                                       | Moyen       |
| Rivière des Escoumins           | Les Escoumins                            | Nord   | 48° 20′ 52″ N, 69° 24′ 21″ O | 84       | Lac à l'Orignal                            | Lac-au-Brochet                           | 48° 45′ 42″ N, 69° 59′ 34″ O | Côte-Nord                                       | Maritime    |
| Rivière du Sault au Mouton      | Longue-Rive                              | Nord   | 48° 32′ 20″ N, 69° 15′ 09″ O | 60,2     | Lac de la Petite Montagne                  | Lac-au-Brochet                           | 48° 35′ 08″ N, 69° 47′ 33″ O | Côte-Nord                                       | Maritime    |
| Rivière Portneuf                | Portneuf-sur-Mer                         | Nord   | 48° 38′ 17″ N, 69° 05′ 26″ O | 140      | Lac Portneuf                               | Mont-Valin                               | 49° 08′ 00″ N, 70° 18′ 35″ O | Saguenay–Lac-Saint-Jean                         | Maritime    |
| Rivière du Sault aux Cochons    | Forestville                              | Nord   | 48° 44′ 04″ N, 69° 03′ 53″ O | 120      | Lac du Sault aux Cochons                   | Lac-au-Brochet                           | 49° 16′ 25″ N, 69° 57′ 31″ O | Côte-Nord                                       | Maritime    |
| Rivière Laval                   | Forestville                              | Nord   | 48° 46′ 24″ N, 69° 03′ 04″ O | 47,4     | Lac Septembre                              | Lac-au-Brochet                           | 49° 06′ 42″ N, 69° 18′ 00″ O | Côte-Nord                                       | Maritime    |
| Rivière Colombier               | Colombier                                | Nord   | 48° 49′ 23″ N, 68° 54′ 06″ O | 25,6     | Troisième lac Colombier                    | Colombier                                | 48° 56′ 28″ N, 68° 57′ 02″ O | Côte-Nord                                       | Maritime    |
| Rivière Betsiamites             | Pessamit                                 | Nord   | 48° 56′ 00″ N, 68° 37′ 20″ O | 444      | Lac                                        | Lalemant                                 | 51° 06′ 38″ N, 70° 15′ 16″ O | Côte-Nord                                       | Maritime    |
| Rivière de Papinachois          | Pessamit                                 | Nord   | 49° 00′ 03″ N, 68° 38′ 16″ O | 60       | Lac Chassé                                 | Rivière-aux-Outardes                     | 49° 21′ 26″ N, 68° 58′ 34″ O | Côte-Nord                                       | Maritime    |
| Rivière aux Rosiers             | Pessamit                                 | Nord   | 49° 03′ 40″ N, 68° 35′ 03″ O | 33,6     | Lac aux Rosiers                            | Rivière-aux-Outardes                     | 49° 16′ 40″ N, 68° 42′ 50″ O | Côte-Nord                                       | Maritime    |
| Rivière aux Outardes            | Ragueneau                                | Nord   | 49° 03′ 43″ N, 68° 27′ 58″ O | 417      | lac Plétipi Monts Otish                    | Mont-Valin                               | 52° 19′ 20″ N, 70° 26′ 42″ O | Saguenay–Lac-Saint-Jean Côte-Nord               | Maritime    |
| Rivière Amédée                  | Port-Cartier                             | Nord   | 49° 11′ 11″ N, 68° 14′ 21″ O | 11       | Lac Amédée                                 | Lac-Walker                               | 49° 15′ 02″ N, 68° 18′ 31″ O | Côte-Nord                                       | Maritime    |
| Rivière Pentecôte               | Port-Cartier                             | Nord   | 49° 10′ 34″ N, 68° 11′ 40″ O | 125      | Lac non identifié                          | Lac-Walker                               | 50° 30′ 00″ N, 67° 42′ 00″ O | Côte-Nord                                       | Maritime    |
| Rivière Riverin                 | Port-Cartier                             | Nord   | 49° 47′ 08″ N, 67° 09′ 23″ O | 36       | Lac Riverin                                | Lac-Walker                               | 49° 59′ 43″ N, 67° 17′ 40″ O | Côte-Nord                                       | Maritime    |
| Rivière Manicouagan             | Baie-Comeau                              | Nord   | 49° 10′ 34″ N, 68° 11′ 40″ O | 200      | réservoir Manicouagan                      | Rivière-Mouchalagane                     | 50° 38′ 23″ N, 68° 43′ 37″ O | Côte-Nord                                       | Maritime    |
| Rivière aux Anglais             | Baie-Comeau                              | Nord   | 49° 15′ 24″ N, 68° 08′ 01″ O | 200      | Lac à la Loutre                            | Rivière-aux-Outardes                     | 49° 31′ 23″ N, 68° 17′ 02″ O | Côte-Nord                                       | Maritime    |
| Rivière Mistassini              | Franquelin                               | Nord   | 49° 17′ 14″ N, 67° 57′ 00″ O | 33       | Ruisseaux                                  | Rivière-aux-Outardes                     | 49° 28′ 09″ N, 68° 11′ 38″ O | Côte-Nord                                       | Maritime    |
| Rivière Franquelin              | Franquelin                               | Nord   | 49° 17′ 26″ N, 67° 53′ 41″ O | 67       | Lac Franquelin                             | Rivière-aux-Outardes                     | 49° 31′ 21″ N, 68° 05′ 25″ O | Côte-Nord                                       | Maritime    |
| Rivière Godbout                 | Godbout                                  | Nord   | 49° 18′ 30″ N, 67° 36′ 17″ O | 112      | Lac de la Traverse                         | Rivière-aux-Outardes                     | 49° 18′ 30″ N, 67° 36′ 17″ O | Côte-Nord                                       | Maritime    |
| Rivière de la Trinité           | Baie-Trinité                             | Nord   | 49° 25′ 05″ N, 67° 18′ 16″ O | 82       | Lac du Mélèze                              | Lac-Walker                               | 49° 51′ 58″ N, 67° 27′ 39″ O | Côte-Nord                                       | Maritime    |
| Rivière aux Rochers             | Port-Cartier                             | Nord   | 50° 08′ 34″ N, 66° 35′ 48″ O | 316      | Lac Walker                                 | Lac-Walker                               | 52° 02′ 24″ N, 67° 07′ 11″ O | Côte-Nord                                       | Maritime    |
| Rivière Sainte-Marguerite       | Port-Cartier                             | Nord   | 50° 08′ 34″ N, 66° 35′ 48″ O | 316      | Lac aux Cèdres                             | Rivière-Mouchalagane                     | 52° 02′ 24″ N, 67° 07′ 11″ O | Côte-Nord                                       | Maritime    |
| Rivière Moisie                  | Moisie                                   | Nord   | 50° 12′ 00″ N, 66° 04′ 03″ O | 410      | Lac Ménistouc                              | Rivière-Mouchalagane                     | 52° 52′ 28″ N, 66° 28′ 24″ O | Côte-Nord                                       | Maritime    |
| Rivière Matamec                 | Sept-Îles                                | Nord   | 50° 17′ 01″ N, 65° 58′ 00″ O | 67       | Lac Cacaoni                                | Rivière-Nipissis                         | 50° 39′ 57″ N, 65° 53′ 27″ O | Côte-Nord                                       | Maritime    |
| Rivière au Bouleau              | Rivière-au-Tonnerre                      | Sud    | 50° 16′ 55″ N, 65° 30′ 53″ O | 87       | Lac                                        | Rivière-Nipissis                         | 50° 56′ 05″ N, 65° 38′ 14″ O | Côte-Nord                                       | Maritime    |
| Rivière Tortue                  | Rivière-au-Tonnerre                      | Sud    | 50° 18′ 03″ N, 65° 22′ 27″ O | 97       | Lac Tortue                                 | Rivière-Nipissis                         | 50° 53′ 45″ N, 65° 31′ 08″ O | Côte-Nord                                       | Maritime    |
| Rivière au Tonnerre             | Rivière-au-Tonnerre                      | Nord   | 50° 16′ 25″ N, 64° 46′ 46″ O | 85       | Lac                                        | Lac-Jérôme                               | 50° 44′ 11″ N, 64° 41′ 54″ O | Côte-Nord                                       | Maritime    |
| Rivière Jupitagon               | Rivière-au-Tonnerre Rivière-Saint-Jean   | Nord   | 50° 17′ 14″ N, 64° 35′ 04″ O | 49       | Lac                                        | Lac-Jérôme                               | 50° 35′ 34″ N, 64° 28′ 11″ O | Côte-Nord                                       | Maritime    |
| Rivière Magpie                  | Rivière-Saint-Jean                       | Nord   | 50° 19′ 11″ N, 64° 27′ 32″ O | 290      | Lac Fleur-de-May                           | Lac-Jérôme                               | 51° 57′ 28″ N, 65° 01′ 35″ O | Côte-Nord                                       | Maritime    |
| Rivière Saint-Jean              | Rivière-Saint-Jean                       | Nord   | 50° 17′ 00″ N, 64° 20′ 04″ O | 256      | Lac Kaministukuakamaht                     | Lac-Jérôme                               | 51° 39′ 35″ N, 64° 12′ 21″ O | Côte-Nord                                       | Maritime    |